# Sansevieria subspicata
Dracaena subspicata (Sansevieria subspicata) es una especie de Dracaena Sansevieria perteneciente a la familia de las asparagáceas, originaria de  África.
Ahora se la ha incluido en el gen de Dracaena debido a los estudios moleculares de su filogenia.

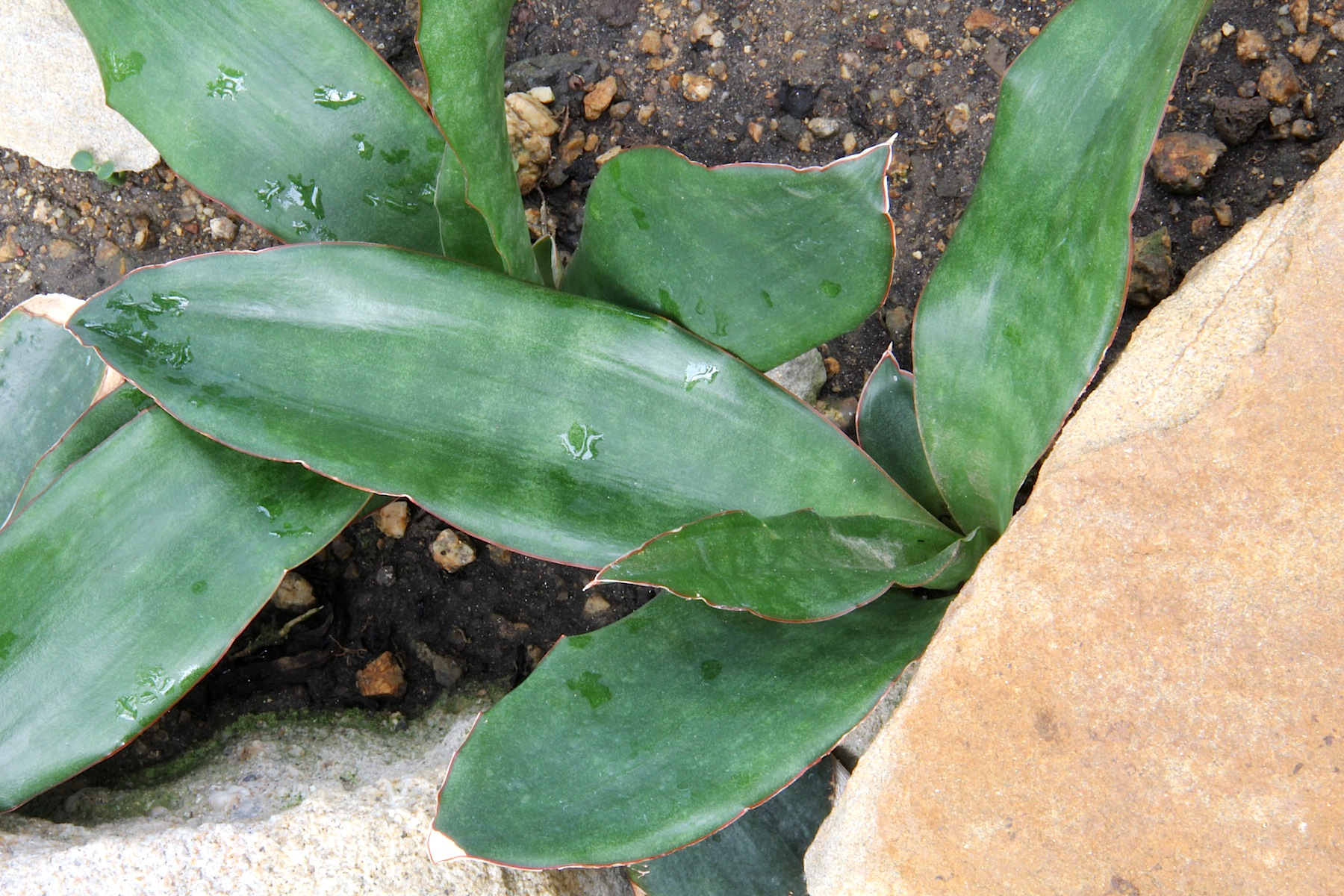
Detalle de las hojas

## Descripción
Es una planta herbácea geófita sin tallo, con	rizoma de 0.5-1 cm de espesor, con numerosas raíces en el subsuelo y hojas escamosas membranosas en las bases de las hojas. Las hojas ascendentes, estrechamente lanceoladas, de 23-27  ≈  3-5  cm, 0,2 cm de espesor, coriáceas, suaves, agudas, limbo algo doblado longitudinalmente, con los márgenes verdes. La inflorescencia es  racemosa, de 15-30 cm de largo, con las flores en la mitad superior, 1-2 por racimo. Perianto con tubo cilíndrico, de 4,4 cm de largo, hinchado en la base, lóbulos de color blanco-verde, 2 cm de largo, 0,2 cm de ancho, más ancho cerca del ápice, estrechándose ligeramente en la base. El fruto es una baya globosa.

## Distribución
Se distribuye por Mozambique.

## Taxonomía
Sansevieria subspicata fue descrita por John Gilbert Baker y publicado en Garden Club Exchange ii 436, en el año 1889.
El género fue descrito por Zucc.) Rose   y publicado en Contributions from the United States National Herbarium 8(1): 14. 1903.
Etimología
Sansevieria nombre genérico que debería ser "Sanseverinia" puesto que su descubridor, Vincenzo Petanga, de Nápoles, pretendía dárselo en conmemoración a Pietro Antonio Sanseverino, duque de Chiaromonte y fundador de un jardín de plantas exóticas en el sur de Italia. Sin embargo, el botánico sueco Thunberg que fue quien lo describió, lo denominó Sansevieria, en honor del militar, inventor y erudito napolitano Raimondo di Sangro (1710-1771), séptimo príncipe de Sansevero.
subspicata: epíteto latino que significa "menos altos".